# International Standard Identifier for Libraries and Related Organizations
De International Standard Identifier for Libraries and Related Organizations (ISIL), ISO 15511, wijst een uniek nummer toe aan elke bibliotheek ter wereld. Onder gerelateerde organisaties worden ook musea en archieven verstaan.
Het Deense Slots- og Kulturstyrelsen is door ISO aangewezen als beheerder van de standaard. In Nederland is de KB, nationale bibliotheek aangewezen als de nationale toekenningsautoriteit, die op haar beurt de toekenning van ISIL-codes voor archieven heeft gedelegeerd aan het Nationaal Archief. In België is de Koninklijke Bibliotheek van België aangewezen als toekenningsautoriteit. Suriname heeft geen toekenningsautoriteit voor ISIL-codes.
Een ISIL is alfanumeriek met een maximum van 16 tekens. Geldige tekens zijn A-Z, 0-9, solidus, koppelteken-minus en dubbelepunt.
Een ISIL bestaat uit een prefix die de autoriteit identificeert die de ISIL toekende, een streepje en vervolgens een id die door die autoriteit uitgegeven is. Alle tweeletterige voorvoegsels zijn gereserveerd voor de ISO 3166-1 alfa-2-landcode, gevolgd door een id dat door de nationale bibliotheek autoriteit van dat land is toegewezen. Ook kunnen er wereldwijde id's worden toegekend die niet geassocieerd zijn met een bepaald land, bijvoorbeeld 'oclc-' voor de OCLC. Het achtervoegsel is over het algemeen een reeds bestaand systeem van identificatie van bibliotheken, zodat ISIL bestaande systemen over de hele wereld verenigt in plaats van dat er een volledig nieuw systeem van de grond af is opgebouwd.